# Othoni
Othoni (řecky Οθωνοί, albánsky Strakënaja) je ostrov v Jónském moři, ležící 20 km od Korfu a 80 km od pobřeží Salenta. Je součástí řecké regionální jednotky Kerkyra. Má rozlohu 10 km² a 206 obyvatel. Je rozdělen na oblasti Ano Panta na západě a Kato Panta na východě. Největším sídlem je přístav Ammos na jižním pobřeží, kde se nachází škola a chrám sv. Trojice. Othoni je největším z Diapontských ostrovů a nejzápadnějším ostrovem celého Řecka. Jeho nejvyšším vrcholem je Merovigli (393 m).
Obyvatelé jsou převážně námořníci a rybáři. Pěstují se zde olivy, víno, fíky, moruše a zelí. Na mysu Kastri stojí maják z roku 1872. Západní pobřeží lemuje pláž Xilosermi, kde mohou turisté sledovat zapadající slunce. Ve vsi Stavros byl postaven kříž připomínající rok 1537, kdy ostrov napadl Chajruddín Barbarossa a zmasakroval jeho obyvatele. Součástí moderního řeckého státu je Othoni od roku 1864. Podle legend na ostrově žila víla Kalypsó a abantský král Elefenór.
Průměrná roční teplota dosahuje 16,7 °C. K místní fauně patří hrdlička divoká, vlha pestrá, bekasina otavní, zmije růžkatá a delfín skákavý. Okolní moře prozkoumal Jacques-Yves Cousteau.